# NGC 5320
NGC 5320 est une galaxie spirale intermédiaire située dans la constellation des Chiens de chasse. Sa vitesse par rapport au fond diffus cosmologique est de 2 802 ± 13 km/s, ce qui correspond à une distance de Hubble de 41,3 ± 2,9 Mpc (∼135 millions d'al). NGC 5320 a été découverte par l'astronome germano-britannique William Herschel en 1787.
La classe de luminosité de NGC 5320 est III et elle présente une large raie HI. Selon la base de données Simbad, NGC 5320 est une galaxie de Seyfert.
En raison d'une brillance de surface égale à 14,07 mag/am2, on peut qualifier NGC 5320 de galaxie à faible brillance de surface (LSB en anglais pour low surface brightness). Les galaxies LSB sont des galaxies diffuses (D) avec une brillance de surface inférieure de moins d'une magnitude à celle du ciel nocturne ambiant.
À ce jour, 22 de mesures non basées sur le décalage vers le rouge (redshift) donnent une distance de 34,114 ± 6,217 Mpc (∼111 millions d'al), ce qui est à l'intérieur des valeurs de la distance de Hubble. Notons cependant que c'est avec la valeur moyenne des mesures indépendantes, lorsqu'elles existent, que la base de données NASA/IPAC calcule le diamètre d'une galaxie et qu'en conséquence le diamètre de NGC 5320 pourrait être d'environ 43,3 kpc (∼141 000 al) si on utilisait la distance de Hubble pour le calculer.

## Groupe de NGC 5371
Selon A. M. Garcia, NGC 5320 fait partie du groupe de NGC 5371. Ce groupe de galaxies compte au moins 18 membres, dont NGC 5289, NGC 5290, NGC 5311, NGC 5313, NGC 5326, NGC 5346, NGC 5350,NGC 5354, NGC 5355, NGC 5358 et NGC 5371.
D'autre part, Abraham Mahtessian mentionne aussi l'existence de ce groupe, mais il n'y figure que 15 galaxies. Les galaxies NGC 5346 et NGC 5358 ne font pas partie de la liste de Mahtessian, mais celui-ci ajoute trois galaxies : NGC 5337, NGC 5362 et NGC 5383. Ces trois galaxies font partie d'un autre groupe de quatre galaxies décrits par Garcia, le groupe de NGC 5383.